# Citrat
Un citrat es pot referir ja sia a una base conjugada d'àcid cítric, (C₃H₅O(COO)₃3−), o als èsters d'àcid cítric. Un exemple del segon és el citrat de trietil.

## Altres ions d'àcid cítric
Com que l'àcid cítric és un àcid multifuncional, n'existeixen ions intermedis, ió citrat d'hidrogen, HC₆H₅O₇2− i ió citrat de dihidrogen, H₂C₆H₅O₇−. Aquests també poden formar sal àcida.

## Acidesa
Les sals de citrat d'hidrogen són feblement àcides, mentre que les sals del mateix ió citrat amb un catió inert com l'ió de sodi) són feblement bàsiques.

## Tampons
Com a àcid feble els citrats es poden usar com un component de solucions tampó, incoen l'usat comunament tampons híbrids SSC 20X. Aquest tampó usa el citrat de sodi i el clorur de sodi per a mantenir un pH neutre. Altres tampons usen una mescla de citrat de sodi i àcid cítric.

## Quelats
L'àcid cítric pot actuar com un agent lleugerament quelatant, normalment sota la forma de citrat trisòdic pot ser un .anticoagulant, ja que quelata els ions de calci i n'inhibeix la coagulació. Una altra aplicació en forma de citrat de ferro (II) és el de suplement dietètic. Aquí el benefici és la solubilitat com a quelat del d'altra manera majoritàriament insoluble ió de ferro.

## Metabolisme
El citrat és un intermdi en el cicle de Krebs.

## Síntesi d'àcids grassos
El citrat també pot ser transportat cap enfora dels mitocondris i dins del citoplasma i aleshores degradar a acetil-CoA per a la síntesi d'àcids grassos.

### Paper de la glicòlisi
Altes concentracions de citrat citosòlic poden inhibir la fosfofructoquinasa, cd'un dels passos de la glicòlisi.

## Exemples de citrats
- Forma ionitzada de làcid cítric.
- Citrat d'alumini.
- Citrat d'amoni.
- Citrat de calci o Sal amargant, utilitzada en la conservació i condimentació d'aliments.
- Citrat de potassi, utilitzat com solució tamponadora per a regular el pH.
- Citrat de sildenafil, és el nom del producte Viagra®, entre d'altres.
- Citrat de sodi, utilitzat com a tampó de pH i anticoagulant de la sang.
- Citrat de coure